# Операция «Освобождение Бафута»
Операция «Освобождение Бафута» — недельная военная операция Камеруна против ополчения «Севен Карта» в Бафуте и его окрестностях, в результате которой погибли два генерала-сепаратиста.

## Предыстория
После начала вооруженного восстания в англоязычных районах Камеруна Бафут быстро стал полем битвы между сепаратистскими силами и камерунскими военными. Местные таксисты, потерявшие средства к существованию из-за конфликта, организовали ополчение «Севен-Карта» около 2017/2018 года и оккупировали части региона. Правительственные войска совершали налеты на Королевский дворец Бафута по крайней мере дважды в 2018 и 2019 годах, оба раза заявляя, что ищут вооруженных сепаратистов. Хотя ни в одном из налетов повстанцев обнаружено не было, солдаты воспользовались случаем, чтобы сжечь часть дворца, разграбить его музей и ранить брата Фона.

## Операция
Операция началась 26 апреля с официальной целью изгнания ополчения «Севен-Карта» из Бафута. В операции участвовало более 300 солдат, и она состояла из серии рейдов на лагеря сепаратистов. В течение первого дня операции было арестовано несколько человек, а один мирный житель был убит. Одной из главных целей операции было обеспечение безопасности отеля Saddle Ranch, туристического объекта, который вооруженные сепаратисты превратили в базу. Операция также включала рейд во дворец Фона Бафута. Сепаратисты утверждали, что дворец был поврежден во время операции, хотя камерунские военные отрицали эти обвинения.
1 мая армия Камеруна объявила о гибели двух генералов-сепаратистов, известных как генерал Пис Плант и генерал Альхаджи. Армия Камеруна также захватила у сепаратистов оружие, боеприпасы, шесть мотоциклов, транспортное средство и двух лошадей.

## Потери
Камерунская армия заявила, что в ходе боевых действий не погибло ни одного мирного жителя. Это оспаривалось местными жителями, которые утверждали, что погибло 13 мирных жителей. Также армия заявила, что убила 15 сепаратистов, включая двух генералов. Это не оспаривалось сепаратистами, которые, в свою очередь, утверждали, что тоже нанесли потери армии. Но Камерун утверждал, что только несколько их солдат были ранены.

## Последствия
Операция «Освобождение Бафута» успешно ослабила сепаратистов в этом районе, но не ознаменовала окончательного прекращения сепаратистской активности в Бафуте. В ноябре камерунские солдаты снова вторглись в город и сожгли несколько домов.